# رمون پاسات
رمون پاسات (انگلیسی: Raymond Passat; ۲۸ دسامبر ۱۹۱۳ – ۱۶ ژوئن ۱۹۸۸) دوچرخه‌سوار اهل فرانسه بود.